# Briex
Briex (pronunciado [bɾi'eʃ]) o Briix (pronunciado [bɾi'iʃ]) (en árabe: أقواس برييش‎, en lenguas bereberes: ⴰⵇⵡⴰⵙ ⴱⵔⵢⵢⵛ, en francés: Aquouass Briech) es un municipio marroquí en la región de Tánger-Tetuán-Alhucemas. Desde 1912 hasta 1956 perteneció a la zona norte del Protectorado español de Marruecos.